# وانغ بن
وانغ بن (بالصينية: 王宾) (23 مايو 1989 في الصين - ) هو لاعب كرة قدم صيني في مركز الدفاع. لعب مع نادي غوانغجو آر أند إف.

## وصلات خارجية
- وانغ بن على موقع قاعدة بيانات كرة القدم.إي يو (الإنجليزية)
- وانغ بن على موقع Soccerway.com (الإنجليزية)